# 버드 어나니머스
버드 어나니머스(Birds Anonymous)는 미국에서 제작된 프리즈 프리렝 감독의 1957년 애니메이션, 가족 영화이다. 이 단편 영화는 1957년 8월 10일에 개봉하였다.
제30회 아카데미상 시상식에서 아카데미 단편 애니메이션상을 수상했다.